# پل اباسولو
پل اباسولو (انگلیسی: Paul Abasolo؛ زادهٔ ۲۹ ژوئن ۱۹۸۴) بازیکن فوتبال اهل اسپانیا است.
از باشگاه‌هایی که در آن بازی کرده‌است می‌توان به باشگاه فوتبال ایبار، باشگاه فوتبال رئال اویدو، و باتئا اشاره کرد.